# 19464 Чіарабарр
19464 Чіарабарр (19464 Ciarabarr) — астероїд головного поясу, відкритий 20 квітня 1998 року.
Тіссеранів параметр щодо Юпітера — 3,386.